# Ferdinand Bauer

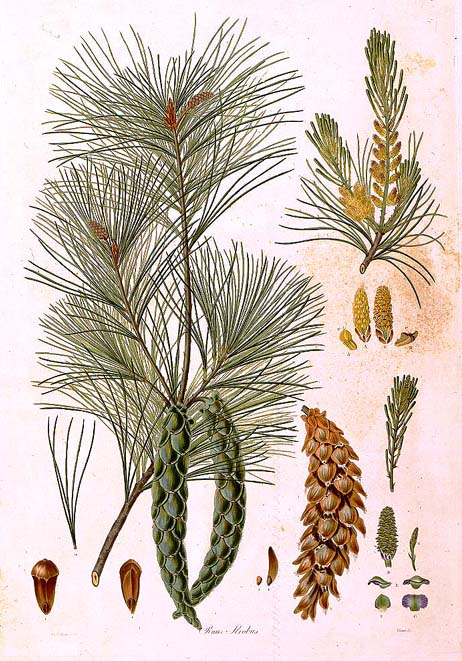
Sosna wejmutka Pinus strobus

Ferdinand Lucas Bauer (ur. 20 lutego 1760 w Valtice, zm. 17 marca 1826 w Hietzing) – austriacki grafik specjalizujący się w rysunkach flory i fauny.

## Życiorys
Był synem nadwornego malarza księcia Liechtensteinu, Lucasa Bauera i bratem malarzy Josefa Antona i Franza Bauerów. W wieku 3 lat został sierotą po śmierci obojga rodziców. Jego pierwszym nauczycielem rysunku był przeor miejscowego klasztoru, Norbert Boccius. Już w wieku 15 lat wraz z młodszym bratem Franzem stworzył serię miniatur botanicznych. Na studiach na Uniwersytecie Wiedeńskim pod kierunkiem botanika i grafika Nikolausa von Jacquina zapoznał się z mikroskopią.
W roku 1786 wyruszył Ferdynand Bauer wraz z profesorem Uniwersytetu w Oksfordzie Johnem Sibthorpem do wschodniej części Morza Śródziemnego. Plonem wyprawy było 1000 barwnych rysunków roślin, 363 rysunki zwierząt i 131 rysunków krajobrazów, z których powstał w Oxfordzie zbiór Flora Graeca. W 1801 wyruszył do Australii w składzie wyprawy badawczej Matthew Flindersa. Do czerwca 1802 stworzył 700 rysunków australijskiej flory i fauny, w rok później liczba rysunków wzrosła do 1300.
W 1813 na podstawie zgromadzonych rysunków rozpoczął Bauer pracę nad wydaniem dzieła Illustrationes Florae Novae Hollandiae, co jednak nie przyniosło mu korzyści materialnych. Zniechęcony opuścił Australię i we wrześniu 1814 powrócił do Austrii. Tam pracował dalej nad wydawnictwami w języku angielskim. Na wniosek Matthew Flindersa jeden z przylądków australijskich nosi nazwę Cap Bauer.
Dzieła Bauera były zapomniane przez prawie dwieście lat i dopiero w końcu XX wieku zostały odkryte przez australijską uczoną pochodzenia austriackiego Marlenę Johannę Norst.